# Дашевиці (гміна Мосіна)
Дашевиці (пол. Daszewice, нім. Neusteindorf) — село в Польщі, у гміні Мосіна Познанського повіту Великопольського воєводства.
Населення — 1564 особи (2011).
У 1975-1998 роках село належало до Познанського воєводства.

## Демографія
Демографічна структура станом на 31 березня 2011 року:
|          | Загалом | Допрацездатний вік | Працездатний вік | Постпрацездатний вік |
| -------- | ------- | ------------------ | ---------------- | -------------------- |
| Чоловіки | 750     | 199                | 492              | 59                   |
| Жінки    | 814     | 169                | 489              | 156                  |
| Разом    | 1564    | 368                | 981              | 215                  |